# Аннегрет Ріхтер
Аннегрет Ріхтер (нім. Annegret Richter; до шлюбу Ірганг (нім. Irrgang); нар. 13 жовтня 1950) — німецька легкоатлетка, яка спеціалізувалася в бігу на короткі дистанції.

## Досягнення
Олімпійська чемпіонка-1972 з естафетного бігу 4×100 метрів.
У 1976, на наступних Іграх у Монреалі, здобула золоту нагороду в бігу на 100 метрів та дві срібні медалі у бігу на 200 метрів та естафеті 4×100 метрів.
Дворазова переможниця Кубку світу (1977—1979) у складі збірної Європи в естафеті 4×100 метрів.
Володарка 6 медалей (з них — 3 золоті) континентальних першостей Європи з легкої атлетики.
Екс-рекордсменка світу з бігу на 100 метрів, а також в естафеті 4×100 метрів.

## Основні міжнародні виступи
| Рік  | Змагання                      | Місто       | Місце            | Дисципліна | Примітки         |
| ---- | ----------------------------- | ----------- | ---------------- | ---------- | ---------------- |
| 1970 | Чемпіонат Європи в приміщенні | Відень      | 6                | 60 м       |                  |
| 1971 | Чемпіонат Європи в приміщенні | Софія       | 3                | 60 м       |                  |
| 1971 | Чемпіонат Європи              | Гельсінкі   | 1                | 4×100 м    |                  |
| 1972 | Чемпіонат Європи в приміщенні | Гренобль    | 2                | 50 м       |                  |
| 1972 | Олімпійські ігри              | Мюнхен      | 5                | 100 м      | Відео на YouTube |
| 1972 | 1                             | 4×100 м     | Відео на YouTube |            |                  |
| 1973 | Чемпіонат Європи в приміщенні | Роттердам   | 1                | 60 м       |                  |
| 1973 | 1                             | 4×170 м     |                  |            |                  |
| 1973 | Кубок Європи                  | Единбург    | 2                | 100 м      |                  |
| 1973 | 2                             | 4×100 м     |                  |            |                  |
| 1974 | Чемпіонат Європи в приміщенні | Гетеборг    | 7                | 60 м       |                  |
| 1974 | Чемпіонат Європи              | Рим         | 5                | 100 м      |                  |
| 1974 | 2                             | 4×100 м     |                  |            |                  |
| 1975 | Кубок Європи                  | Ніцца       | 3                | 200 м      |                  |
| 1975 | 3                             | 4×100 м     |                  |            |                  |
| 1976 | Олімпійські ігри              | Монреаль    | 1                | 100 м      | Відео на YouTube |
| 1976 | 2                             | 200 м       | Відео на YouTube |            |                  |
| 1976 | 2                             | 4×100 м     | Відео на YouTube |            |                  |
| 1977 | Кубок Європи                  | Гельсінкі   | 3                | 4×100 м    |                  |
| 1977 | Кубок світу                   | Дюссельдорф | 1                | 4×100 м    |                  |
| 1979 | Кубок Європи                  | Турин       | 3                | 100 м      |                  |
| 1979 | 3                             | 200 м       |                  |            |                  |
| 1979 | 5                             | 4×100 м     |                  |            |                  |
| 1979 | Кубок світу                   | Монреаль    | 3                | 100 м      |                  |
| 1979 | 4                             | 200 м       |                  |            |                  |
| 1979 | 1                             | 4×100 м     |                  |            |                  |